# Phyllodactylus tuberculosus
Phyllodactylus tuberculosus is een hagedis die behoort tot de gekko's (Gekkota) en de familie Phyllodactylidae.

## Naam en indeling
De wetenschappelijke naam van de hagedis werd voor het eerst voorgesteld door Arend Friedrich August Wiegmann in 1834. De geslachtsnaam Phyllodactylus betekent vrij vertaald 'bladvinger' en verwijst naar de bladvormige vergroeien aan de tenen. De soortaanduiding tuberculosus betekent vrij vertaald 'kleine bobbels dragend' en slaat op de huid die korrelachtige insluitsels heeft.

### Ondersoorten
De soort wordt verdeeld in twee ondersoorten die onderstaand zijn weergegeven, met de auteur en het verspreidingsgebied.
| Ondersoorten van Phyllodactylus | Ondersoorten van Phyllodactylus | Ondersoorten van Phyllodactylus      |
| ------------------------------- | ------------------------------- | ------------------------------------ |
| Naam                            | Auteur                          | Verspreidingsgebied                  |
| P. t. ingeri                    | Dixon, 1964                     | Kuststreken van Belize               |
| P. t. tuberculosus              | Wiegmann, 1834                  | De rest van het verspreidingsgebied. |

## Uiterlijke kenmerken
De vrouwtjes bereiken een lichaamslengte van ongeveer 7,2 tot 8,3 centimeter, mannetjes blijven met 5,4 tot 8 centimeter kleiner. De staart is minstens zo lang als het lichaam of iets langer, de totale lichaamsgrootte kan oplopen tot 17 cm of in een uitzonderlijk geval 21,2 cm.
De lichaamskleur is lichtbruin met een marmerachtige donkere tekening op de kop en het lichaam, de staart is sterk gebandeerd. De staart kan worden afgeworpen als het dier hier wordt vastgepakt, dit wordt wel caudale autotomie genoemd. Als de staart weer is aangegroeid is deze kleiner en heeft deze slechts vage kleuren. De buik en onderzijde van de poten en staart zijn geel van kleur. Op de rug zijn twaalf tot zeventien langwerpige rijen knobbeltjes zichtbaar die gekield zijn en naar achteren staan.
De poten zijn goed ontwikkeld om over de rotsen te klimmen. Onder de verbrede uiteinden van de vingers en tenen zijn hechtlamellen aanwezig.

## Verspreiding en habitat
Phyllodactylus tuberculosus komt voor in delen van Midden-Amerika en leeft in de landen Belize, Costa Rica, Ecuador (alleen op de Galapagoseilanden), El Salvador, Guatemala, Mexico en Nicaragua. De habitat bestaat uit droge tropische en subtropische bossen en vochtige tropische en subtropische laaglandbossen. Ook in door de mens aangepaste streken zoals weilanden, plantages, landelijke tuinen, stedelijke gebieden en aangetaste bossen kan de hagedis worden gevonden. De soort is aangetroffen van zeeniveau tot op een hoogte van ongeveer 1300 meter boven zeeniveau.

## Beschermingsstatus
Door de internationale natuurbeschermingsorganisatie IUCN is de beschermingsstatus 'veilig' toegewezen (Least Concern of LC).